# Hyphoraia aulica
Hyphoraia aulica is een vlinder uit de familie van de spinneruilen (Erebidae) en de onderfamilie  van de beervlinders (Arctiinae). 
De imago heeft een spanwijdte van 34 tot 38 millimeter.
De waardplanten voor deze soort zijn Achillea, Hieracium, Euphorbia, Knautia en Taraxacum.
De soort komt voor van grote delen van Europa tot de Amoer. In Europa is de soort zeldzaam. In België was de soort zeer zeldzaam in de provincie Namen, maar is daar sinds 1980 niet meer waargenomen. Uit Nederland is slechts één waarneming bekend, uit 2005 in Muiderberg.